# Christopher Lasch
Christopher Lasch   (Omaha, 1 de juny de 1932 - Pittsford, 14 de febrer de 1994) va ser un historiador i crític social estatunidenc que va ser professor d'història a la Universitat de Rochester. Va tractar d'utilitzar la història per a demostrar la forma amb què les grans institucions, públiques i privades, estaven erosionant la competència i la independència de les famílies i les comunitats. Lasch es va esforçar per a crear una crítica social històricament documentada que pogués mostrar com afrontar el consumisme desenfrenat, la proletarització i el que va anomenar «la cultura del narcisisme». The Culture of Narcissism (1979) es va convertir en un best-seller i va guanyar el National Book Award.
Lasch sempre va ser un crític del neoliberalisme. A la dècada del 1960 va ser un crític neomarxista del liberalisme de la Guerra Freda. Durant la dècada del 1970 va combinar certs aspectes del conservadorisme cultural amb una crítica d'esquerres del capitalisme, i va recórrer a la teoria crítica influenciada per Sigmund Freud per a diagnosticar el deteriorament constant que percebia a la cultura i la política estatunidenques.

## Biografia
Nascut l'1 de juny de 1932 a Omaha, Christopher Lasch provenia d'una família laica i polititzada. El seu pare, Robert Lasch, va ser un periodista que va guanyar un premi Pulitzer per editorials que criticaven la Guerra del Vietnam. La seva mare, Zora Lasch (nascuda Schaupp), que tenia un doctorat en filosofia, va ser treballadora social i professora. Encara en edat escolar, la família Lasch es va traslladar als suburbis de Chicago després que al pare se li oferís una posició editorial al Chicago Sun.
Christopher Lasch es va llicenciar en història a la Universitat Harvard, on va fer amistat amb John Updike. Després va fer un màster en història i es va doctorar a la Universitat de Colúmbia, on va treballar amb William Leuchtenburg. Va ensenyar a la Universitat d'Iowa i després va ser professor d'història a la Universitat de Rochester des de 1970 fins a la seva mort per càncer el 1994. El 1986 va aparèixer a Channel 4 en un debat amb Michael Ignatieff i Cornelius Castoriadis.
Durant la dècada del 1960 Lasch es va identificar com a socialista sota la influència no només dels escriptors de l'època, com Charles Wright Mills, sinó també de veus independents anteriors, com Dwight Macdonald. Lasch es va veure influenciat encara més pels escriptors de l'Escola de Frankfurt i la New Left Review, i va sentir que «el marxisme em semblava indispensable». Durant la dècada del 1970, però, es va desencantar amb la creença de l'esquerra en el progrés i va identificar cada cop més aquesta creença com el factor que explicava el fracàs de l'esquerra política malgrat el descontentament i el conflicte generalitzats de l'època. Va ser professor d'història a la Universitat Northwestern de 1966 a 1970.
En aquest punt, Lasch va començar a formular el que seria el seu estil característic de crítica social: una síntesi sincrètica de Sigmund Freud i el fil del pensament socialment conservador que continuava essent profundament desconfiat amb el capitalisme i dels seus efectes sobre les institucions tradicionals. Lasch també va estar especialment influenciat per Orestes Brownson, Henry George, Lewis Mumford, Jacques Ellul, Reinhold Niebuhr i Philip Rieff.
Lasch es va casar amb Nellie Commager, filla de l'historiador Henry Steele Commager, el 1956, i van tenir quatre fills: Robert, Elisabeth, Catherine i Christopher.

## Pensament
Lasch va examinar com els membres de «l'esquerra» havien abandonat els seus compromisos anteriors amb la justícia econòmica i la sospita del poder, per assumir rols professionalitzats i per a donar suport a estils de vida mercantilitzats que buidaven l'ètica autosostenible de les comunitats. El seu primer llibre important, The New Radicalism in America: The Intellectual as a Social Type, publicat el 1965, va expressar aquestes idees en forma d'una crítica contundent als esforços del liberalisme del segle xx per acumular poder i reestructurar la societat, sense complir la promesa del New Deal. La majoria dels seus llibres, fins i tot els més estrictament històrics, inclouen crítiques tan agudes a les prioritats dels suposats «radicals» que representaven només formacions extremes d'un ethos capitalista rapaç.
La seva tesi bàsica sobre la família, que va expressar per primera vegada el 1965 i que va explorar durant la resta de la seva carrera, va ser:
| « | Quan el govern es va centralitzar i la política va esdevenir d'àmbit nacional, com havia de ser-ho per fer front a les energies deixades anar per l'industrialisme, i quan la vida pública va esdevenir sense rostre i anònima i la societat una massa democràtica amorfa, l'antic sistema de paternalisme (a la llar i fora d'ella) es va esfondrar, fins i tot quan la seva aparença va sobreviure intacta. El patriarca, tot i que encara podia presidir amb esplendor al capdavant de la seva junta, havia arribat a semblar-se a un emissari d'un govern que havia estat enderrocat en silenci. El mer reconeixement teòric de la seva autoritat per part de la seva família no podia alterar el fet que el govern, que era la font de tots els seus poders ambaixadors, havia deixat d'existir. | » |

L'obra més famosa de Lasch, The Culture of Narcissism: American Life in an Age of Diminishing Expectations (1979), va intentar relacionar l'hegemonia del capitalisme contemporani amb la invasió d'una mentalitat «terapèutica» i, per tant, dependent que, volent o no, va soscavar les nocions més antigues d'autoajuda i iniciativa individual en la vida social i familiar. Lasch va plantejar que els esdeveniments socials al segle xx (per exemple, la Segona Guerra Mundial i l'auge de la cultura de consum en els anys següents) van donar lloc a una estructura de personalitat narcisista, en la qual els fràgils autoconceptes dels individus havien portat, entre altres coses, a la por al compromís i les relacions duradores (inclosa la religió), la por a l'envelliment i una admiració il·limitada per la fama i les celebritats (alimentada inicialment per la indústria del cinema i impulsada principalment per la televisió). Va afirmar, a més, que aquest tipus de personalitat s'adaptava als canvis estructurals en el món del treball (per exemple, el declivi de l'agricultura i la indústria manufacturera als EUA i l'aparició de l'«era de la informació»).
De manera més explícita a The True and Only Heaven, Lasch va desenvolupar una crítica del canvi social entre les classes mitjanes dels EUA, explicant i intentant contrarestar el «populisme».
A la dècada del 1980, Lasch va menysprear tot l'espectre del pensament polític estatunidenc contemporani, enfadant els liberals amb atacs al progressisme i al feminisme. La periodista Susan Faludi el va titllar explícitament d'antifeminista per les seves crítiques al moviment pel dret a l'avortament i l'oposició al divorci. Tanmateix, Lasch va veure el conservadorisme del president Ronald Reagan com l'antítesi de la tradició i la responsabilitat moral. Lasch no simpatitzava en general amb la causa del que llavors es coneixia com la Nova Dreta, particularment amb els elements del llibertarisme.
Lasch també va ser crític cap als seus contemporanis més propers en filosofia social: el comunitarisme elaborat per Amitai Etzioni. Va elogiar els primers treballs i va pensar en Martin Luther King com a exemplar del populisme estatunidenc.
A The Minimal Self va explicar: «no cal dir que la igualtat sexual en si mateixa continua essent un objectiu eminentment desitjable». A Women and the Common Life, Lasch va aclarir que instar les dones a abandonar la llar i obligar-les a una posició de dependència econòmica en el lloc de treball, assenyalant la importància de les carreres professionals, no comporta cap alliberament, sempre que aquestes carreres estiguin regides pels requisits de l'economia corporativa.
A The Revolt of the Elites: And the Betrayal of Democracy (1994), Lasch analitza la bretxa creixent entre la part superior i la inferior de la composició de classes socials als EUA. Per a ell, la nostra època està determinada per un fenomen social: la revolta de les elits, en referència a La rebelión de las masas (1929) del filòsof José Ortega y Gasset. Segons Lasch, les noves elits, és a dir, les que es troben en el 20% més alt en termes d'ingressos, a través de la globalització que permet la mobilitat total del capital, ja no viuen al mateix món que els seus conciutadans. En això s'oposen a la vella burgesia dels segles XIX i XX, que es veia limitada per la seva estabilitat espacial a un mínim d'arrelament i obligacions cíviques.
La globalització, segons l'historiador, ha convertit les elits en turistes als seus països. La desnacionalització de la societat tendeix a produir una classe que es veu com a «ciutadans del món, però sense acceptar cap de les obligacions que normalment implica la ciutadania en una organització política». Els seus vincles amb una cultura internacional de treball, oci i informació fan que molts d'ells siguin profundament indiferents davant la perspectiva del declivi nacional. En lloc de finançar els serveis públics i la hisenda pública, les noves elits inverteixen els seus diners en la millora dels seus guetos voluntaris: escoles privades als seus barris residencials amb policia privada. Així doncs, el debat polític es limita principalment a les classes dominants i les ideologies polítiques perden tot contacte amb les preocupacions del ciutadà corrent i, per tant, es mantenen sense atendre els problemes que afecten les classes treballadores: el declivi de l'activitat industrial, la consegüent pèrdua d'ocupació, el declivi de la classe mitjana, l'augment del nombre de pobres, l'augment de la taxa de criminalitat, el creixement del narcotràfic i la gentrificació.